# Templo y exconvento de San Andrés Apóstol de Míxquic
El templo y exconvento de San Andrés Apóstol de Míxquic es un conjunto arquitectónico religioso que se encuentra en San Andrés Míxquic, uno de los siete pueblos originarios de la alcaldía capitalina de Tláhuac (México). El edificio fue declarado monumento histórico en 1932 y está dentro de los bienes inscritos en el Catálogo de Monumentos Históricos del Instituto Nacional de Antropología e Historia (INAH) de México. En 1987 fue incluido en la zona de monumentos históricos de Xochimilco-Tláhuac-Milpa Alta decretada por el expresidente Miguel de la Madrid Hurtado en 1987. Este polígono es el núcleo del área chinampera declarada Patrimonio de la Humanidad por Unesco.

## Ubicación
El conjunto conventual de Míxquic se encuentra en la calle Independencia s/n, en el barrio de San Agustín Míxquic. Se puede acceder a él desde el costado norte de la plaza Juárez.  
San Andrés de Mixquic se encuentra en la frontera con el Estado de México. Entre la Ciudad de México y San Andrés de Mixquic hay 1 hora y 4 minutos de distancia en vehículo.

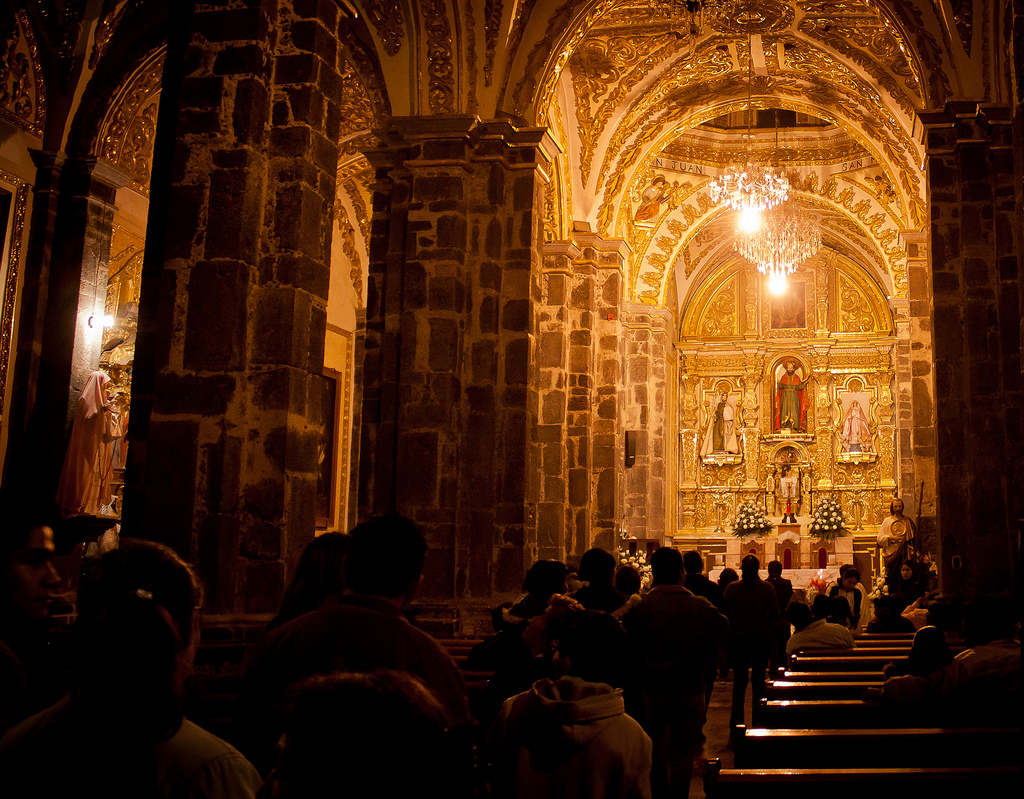
Interior del templo

## Historia
Míxquic era la cabecera de la tribu mixquica, que ocupaba una parte de la ribera sur del lago de Chalco. Fue uno de los pueblos por los que pasaron los conquistadores españoles en su camino hacia Tenochtitlan, y fue arrasado por ellos en 1521 como respuesta al apoyo que brindaron a los tenochcas en su enfrentamiento contra los europeos y sus aliados. La cristianización de Míxquic fue una tarea asignada a los agustinos, que fueron la tercera orden mendicante que llegó a Nueva España en 1533, después de los franciscanos y los dominicos. Sin embargo, es probable que ya algunos habitantes originarios hubieran sido cristianizados por los franciscanos, que pasaron por la localidad acompañando a los conquistadores en 1519. En 1536, los agustinos llegaron por primera vez a Míxquic, y ahí comenzaron la construcción del primer convento de la localidad. Se atribuye esta iniciativa a los frailes Jorge de Ávila y Jerónimo de San Esteban. Al parecer, el conjunto conventual fue consagrado a san Andrés Apóstol porque la principal actividad de los mixquicas era la pesca. Este edificio se cayó casi completamente al iniciar el siglo XVII como consecuencia de un terremoto que sacudió el sur del valle de México, sólo quedó en pie el campanario. La edificación que se observa en la actualidad fue concluida en 1563 y la fachada en 1620. Alrededor de 1668, Simón Pereyns realizaba los retablos del templo, de estos sólo se conservan algunas esculturas de madera estofada y el altar lateral dedicado a la Virgen de Guadalupe. 

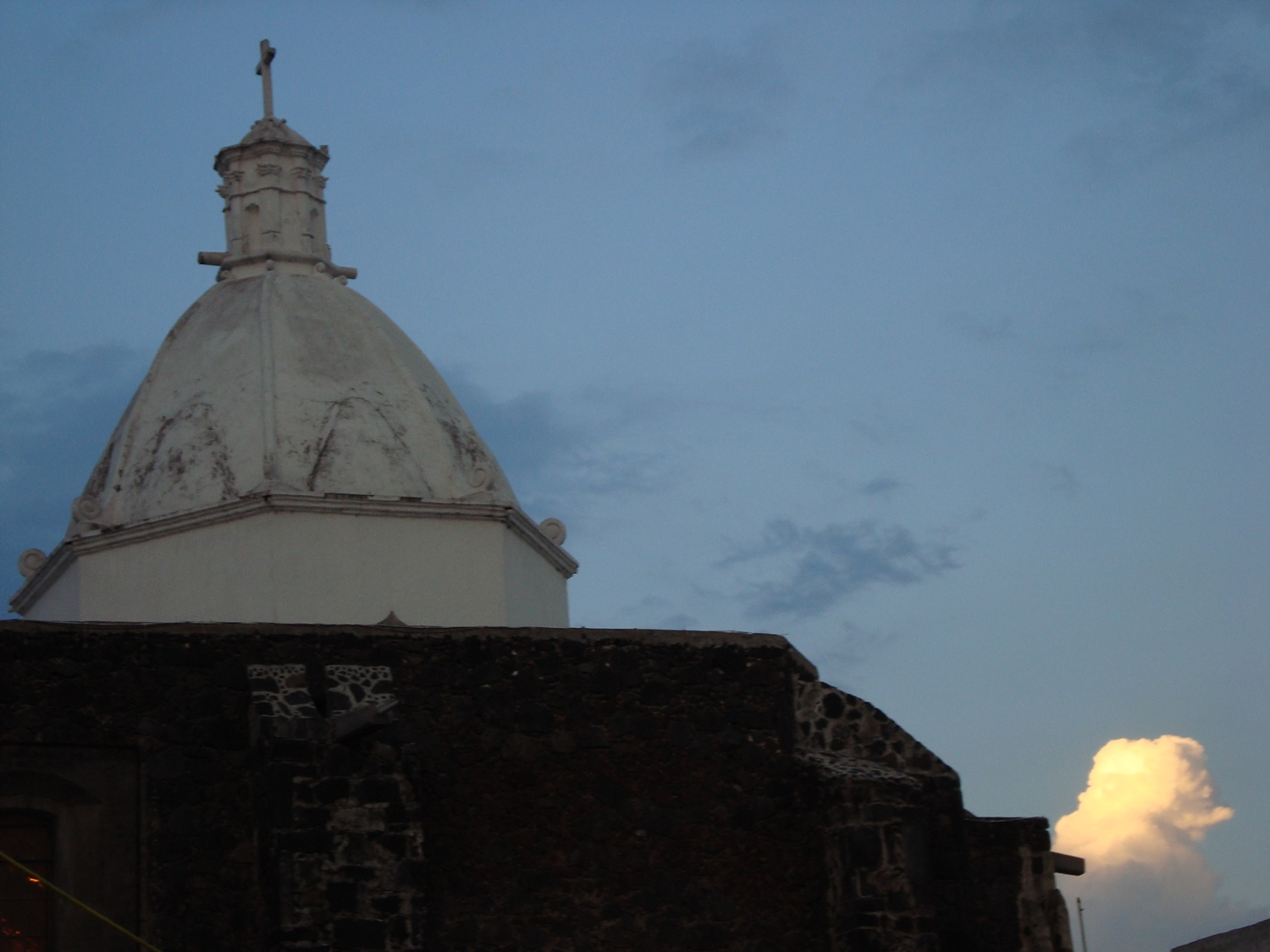
Vista de la cúpula del templo desde el exconvento.

## Descripción

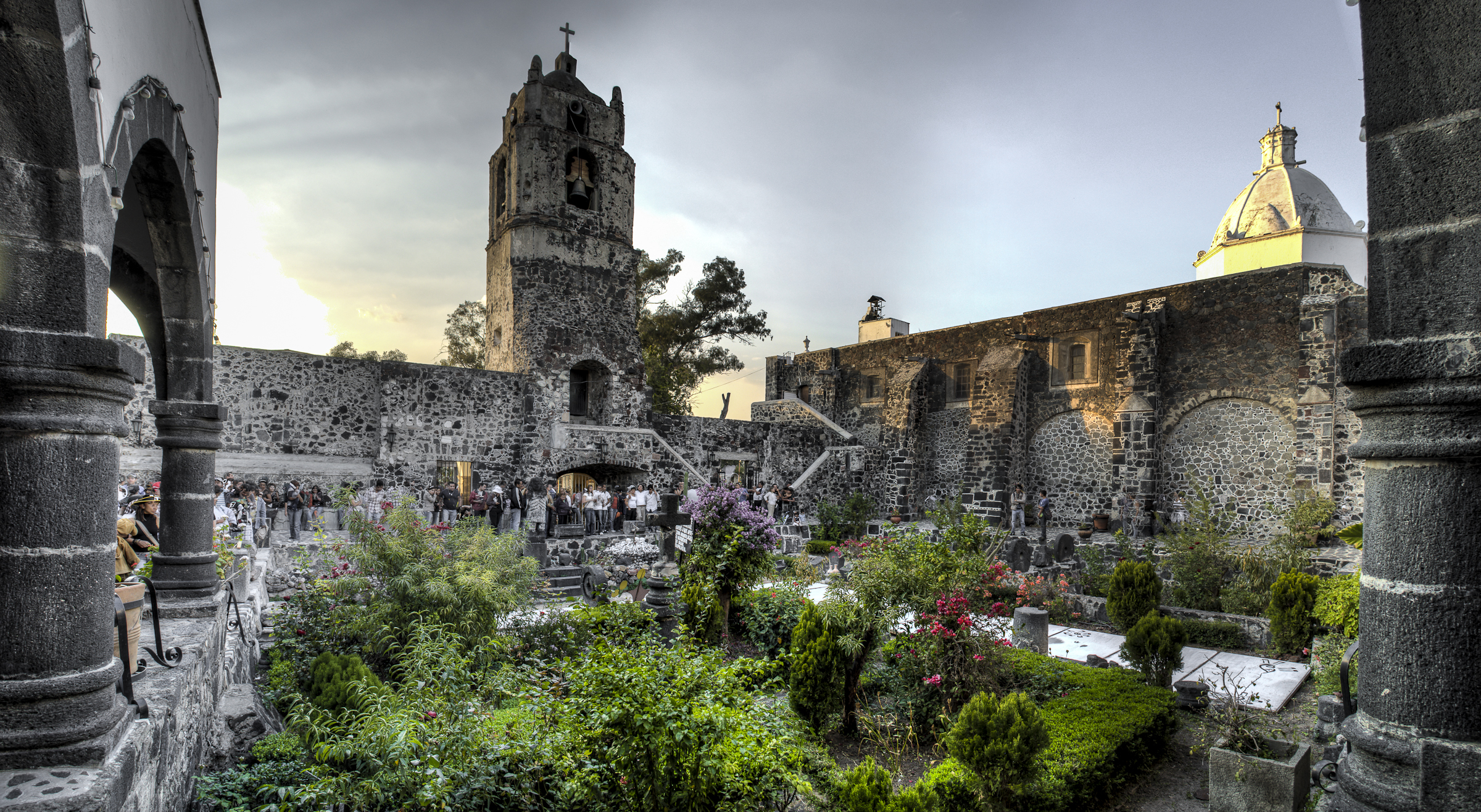
Templo de Sn Andrés Apóstol, Mixquic.

El templo es una construcción de modestas dimensiones con planta basilical. Los sillares de las columnas que sostienen la bóveda tienen planta de cruz, y están ejecutados en basalto y argamasa. Los arcos torales y las bóvedas que se asientan sobre la columnata están cubiertos con paños y relieves de yeso dorados. La cúpula central está sostenida por un tambor octagonal, sobre las columnas que lo soportan se encuentran representaciones policromas y doradas de los cuatro evangelistas. El retablo principal está dedicado al apóstol Andrés y contiene una pintura colonial de la virgen de Guadalupe.
La fachada del templo es muy sobria, el basalto y el tezontle con el que fue construido el templo es aparente en ella. La entrada es un arco sostenido por columnas adosadas. La ornamentación de la fachada consiste en dos pares de ellas, uno a cada lado de la puerta principal, y entre las columnas se hallan unos nichos que han perdido sus esculturas. Sobre la entrada hay un parteluz circular entre dos pares de columnas adosadas que custodian dos nichos, ya sin esculturas; sobre el parteluz hay uno más, con una representación de Andrés apóstol. El templo está rematado por un reloj con la fecha mayo 1930.
El conjunto conventual está delimitado por una cerca de basalto que consiste en arcos invertidos. La entrada principal, sobre la calle Independencia, es un gran arco de medio punto con una reja de herrería muy sobria. El atrio alberga el camposanto de la comunidad y es el sitio donde el Día de Muertos (31 de octubre al 1 de noviembre) se realiza la alumbrada y la colocación de ofrendas a los difuntos.